# Win the Game
Win the Game è il sesto album in studio del duo musicale italiano Paola & Chiara, pubblicato il 16 novembre 2007 dalle etichette Trepertre e distribuito dalla Universal Music Italia. 

## Descrizione
In un'intervista, Paola & Chiara hanno dichiarato di essersi ispirate a Pet Shop Boys, Duran Duran, Madonna, Depeche Mode, Michael Jackson, Spandau Ballet e David Bowie. Il 27 novembre 2007 è stata pubblicata solo su iTunes la versione deluxe del disco (con bonus track e booklet alternativi rispetto alla versione su CD). Il 18 dicembre è uscita sempre per iTunes la versione internazionale del disco, disponibile in tutto il mondo e con una tracklist leggermente diversa. I brani sono tutti in inglese ma di due brani è contenuta anche la versione italiana. 
L'uscita dell'album è stata anticipata dalla pubblicazione dei singoli Second Life (uscito come EP nel giugno 2007) e Cambiare pagina.
Il disco non è stato un successo dal punto di vista commerciale, raggiungendo la posizione quaranta nella classifica degli album più venduti nella prima settimana per poi uscire definitivamente dalla classifica.

## Tracce
Testi e musiche di Paola e Chiara Iezzi, eccetto dove indicato.
1. Win the Game (Intro) – 1:09
2. Vanity & Pride – 3:44
3. Second Life – 3:27
4. Secret – 3:59
5. Cambiare pagina – 3:57 (Paola Iezzi, Chiara Iezzi, Michele Monestiroli, Massimiliano Gusmini)
6. Rumors – 3:48
7. I Can't Forget – 3:00
8. Morphine – 3:17
9. Tu sei il futuro – 3:45
10. 99% – 3:39
11. Game Over – 0:58
12. I'll Be Over You (Turn the Page) (Remixed by Ron Trent) – 8:30 (Paola Iezzi, Chiara Iezzi, Michele Monestiroli, Massimiliano Gusmini) – Bonus Track
13. Back to the Future – 3:48 – Bonus Track
14. Cambiar de pagina (Spanish) – 4:03 – Bonus Track
15. Electro Me (Ana B'Koach For Meditation) – 1:24 – Bonus Track

Edizione deluxe su iTunes
1. Cambiar de página (Pacific Bossa) – 4:15
2. Seconde Chance (Thunder Dance Ambient Mix by DJ Mixandra) – 2:16
3. I'll Be Over You (Turn the Page) (Remixed by Ron Trent) – 8:27 (Paola Iezzi, Chiara Iezzi, Michele Monestiroli, Massimiliano Gusmini)

- + Digital Booklet – Win the Game

Edizione internazionale
1. I'll Be Over You (Turn the Page) – 3:57 (Paola Iezzi, Chiara Iezzi, Michele Monestiroli, Massimiliano Gusmini)
2. Game Over (Outro) – 0:58
3. Tu sei il futuro – 3:47
4. Second Life (Remixed by Ricky Montanari & DJ Andreino) – 10:11

## Formazione
- Paola Iezzi, Chiara Iezzi - voce
- Michele Monestiroli - tastiere, sassofono, programmazione

## Classifiche
| Classifica (2007) | Posizione massima |
| ----------------- | ----------------- |
| Italia            | 40                |